# Samoduť

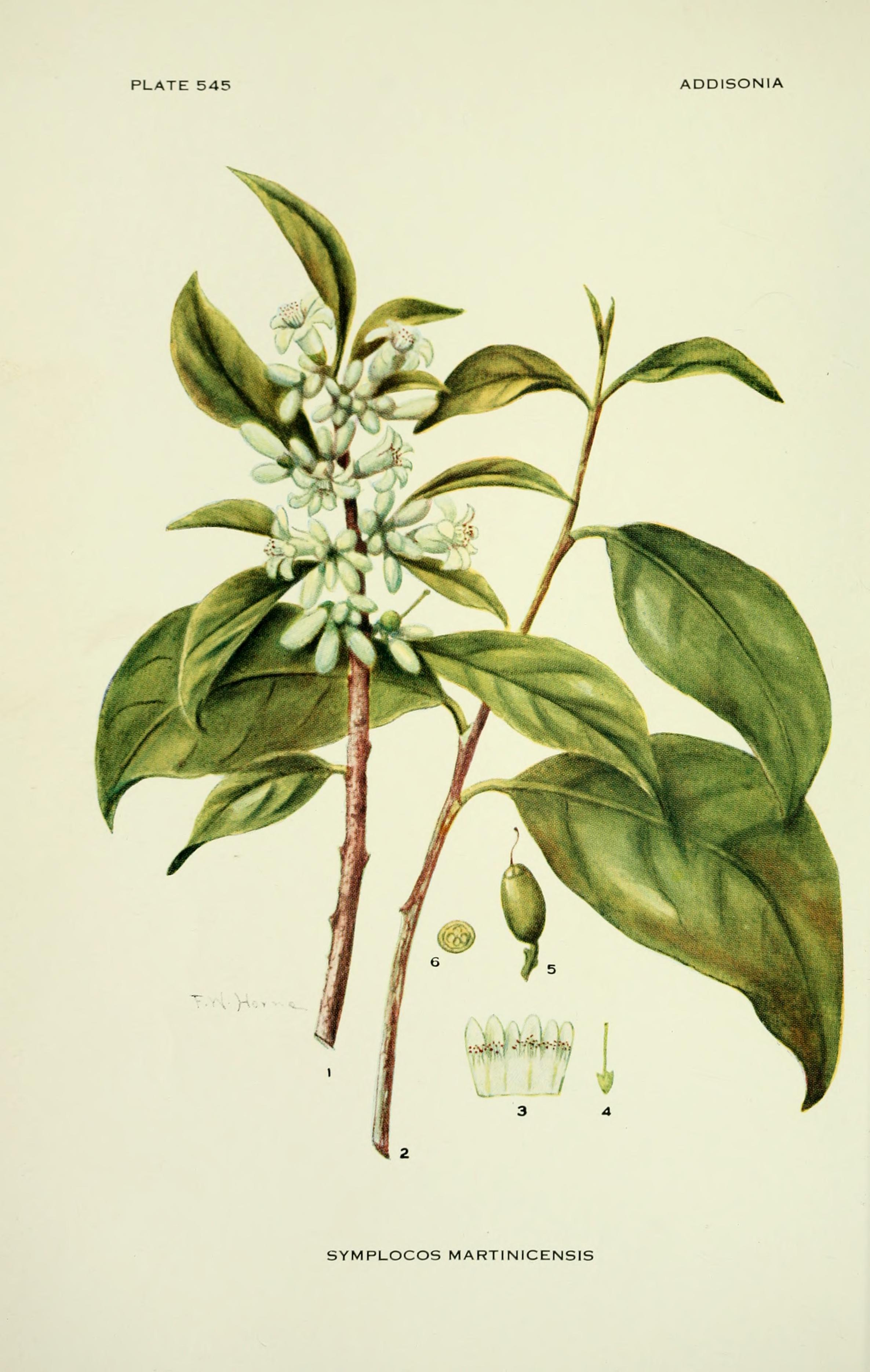
Ilustrace Symplocos martinicensis

Samoduť (Symplocos) je rod rostlin z čeledi samoduťovité a jediný rod této čeledi. Jsou to dřeviny s jednoduchými střídavými listy a drobnými květy v květenstvích různých typů. Plodem je peckovice. Rod zahrnuje asi 320 druhů a je rozšířen v Americe, Asii, Austrálii a Tichomoří. V období třetihor byl rozšířen i v Evropě a fosilní pozůstatky (zejména pecky plodů) bývají nacházeny i v severočeských hnědouhelných pánvích.
U samodutí je běžná akumulace hliníku v rostlinných pletivech. Hospodářský význam není velký. Některé druhy jsou využívány v tradiční medicíně, používají se při barvení látek nebo slouží jako náhrada čaje. Samoduť latnatá je jako jediný mrazuvzdorný zástupce občas pěstována i v ČR jako sbírková dřevina.

## Popis
Samodutě jsou převážně stálezelené keře až středně velké stromy, jen výjimečně dorůstající výšky až 30 metrů. Jediným opadavým druhem je asijská samoduť latnatá. Listy jsou jednoduché, střídavé, spirálně až dvouřadě uspořádané, řapíkaté, bez palistů, na okraji zubaté, žláznatě zubaté nebo celokrajné. Nezřídka jsou kožovité a s podvinutým okrajem. Pro většinu druhů je charakteristická žlábkatá střední žilka na líci listů, zřetelná zejména v suchém stavu. Žilnatina bývá charakteristicky síťnatá. Čepel listů je celokrajná, zubatá nebo žlaznatě zubatá. Květy jsou vonné, spíše drobné, pravidelné, obvykle oboupohlavné, podepřené 3 listeny, uspořádané v květenstvích různých typů (klasy, hrozny, laty, klubka, thyrsy) nebo řidčeji jednotlivé. Kalich je většinou pětičetný, na bázi srostlý, vytrvalý. Koruna je většinou bílá (řidčeji žlutá, růžová nebo světle fialová), složená většinou z 5 na bázi nebo asi do poloviny srostlých lístků. V květech je přítomen nektáriový disk. Tyčinek je většinou mnoho, řidčeji jen 4 nebo 5. Semeník je spodní, řidčeji polospodní, srostlý ze 3 (2 až 5) plodolistů a se stejným počtem komůrek. V každé komůrce jsou obvykle 3 vajíčka. Čnělka je tenká až tlustá, zakončená drobnou hlavatou až laločnatou bliznou. Plodem je jednosemenná peckovice. Plody jsou nejčastěji charakteristicky modré, řidčeji oranžové, hnědé nebo bělavé.

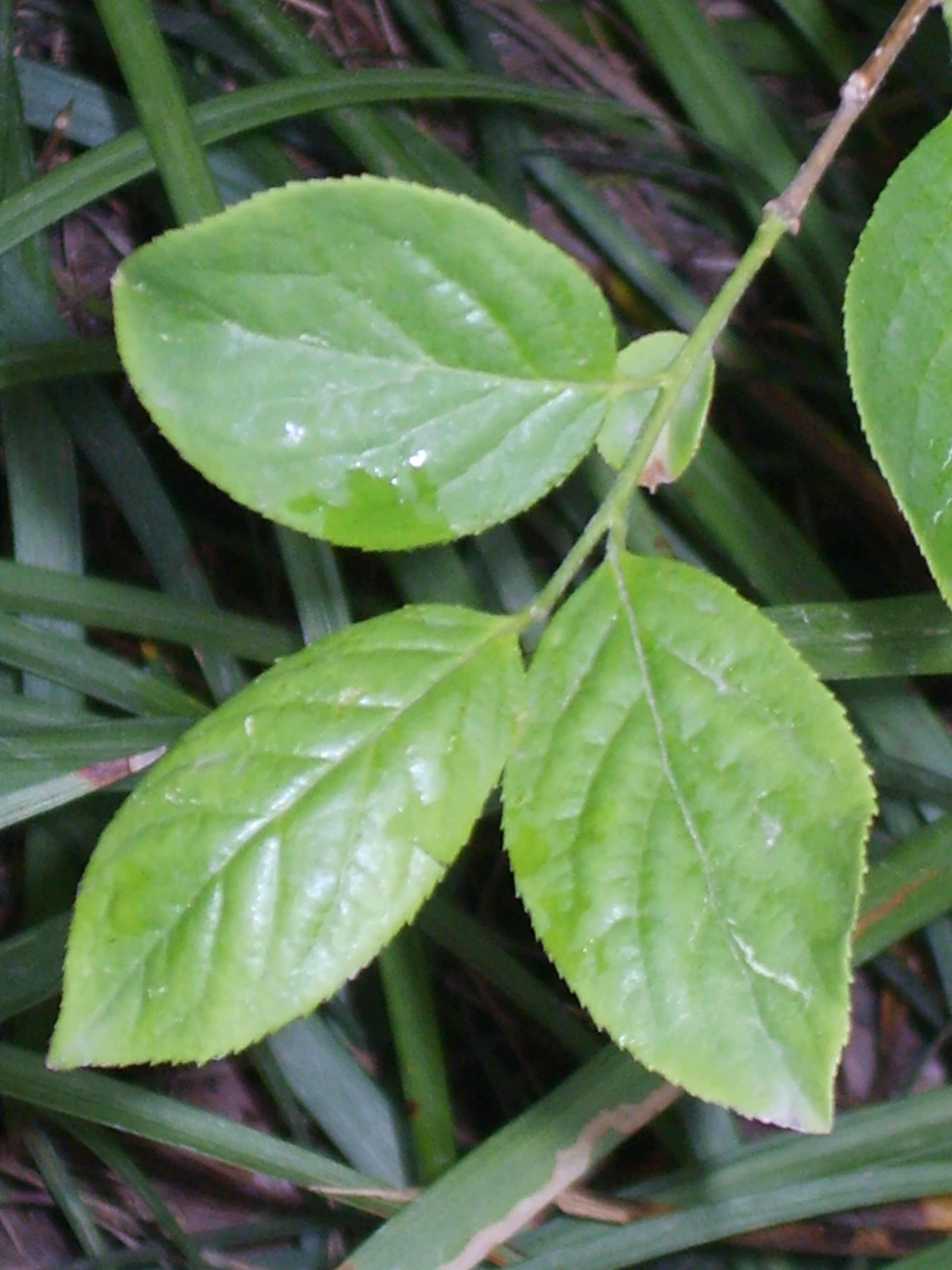
Listy Symplocos chinensis
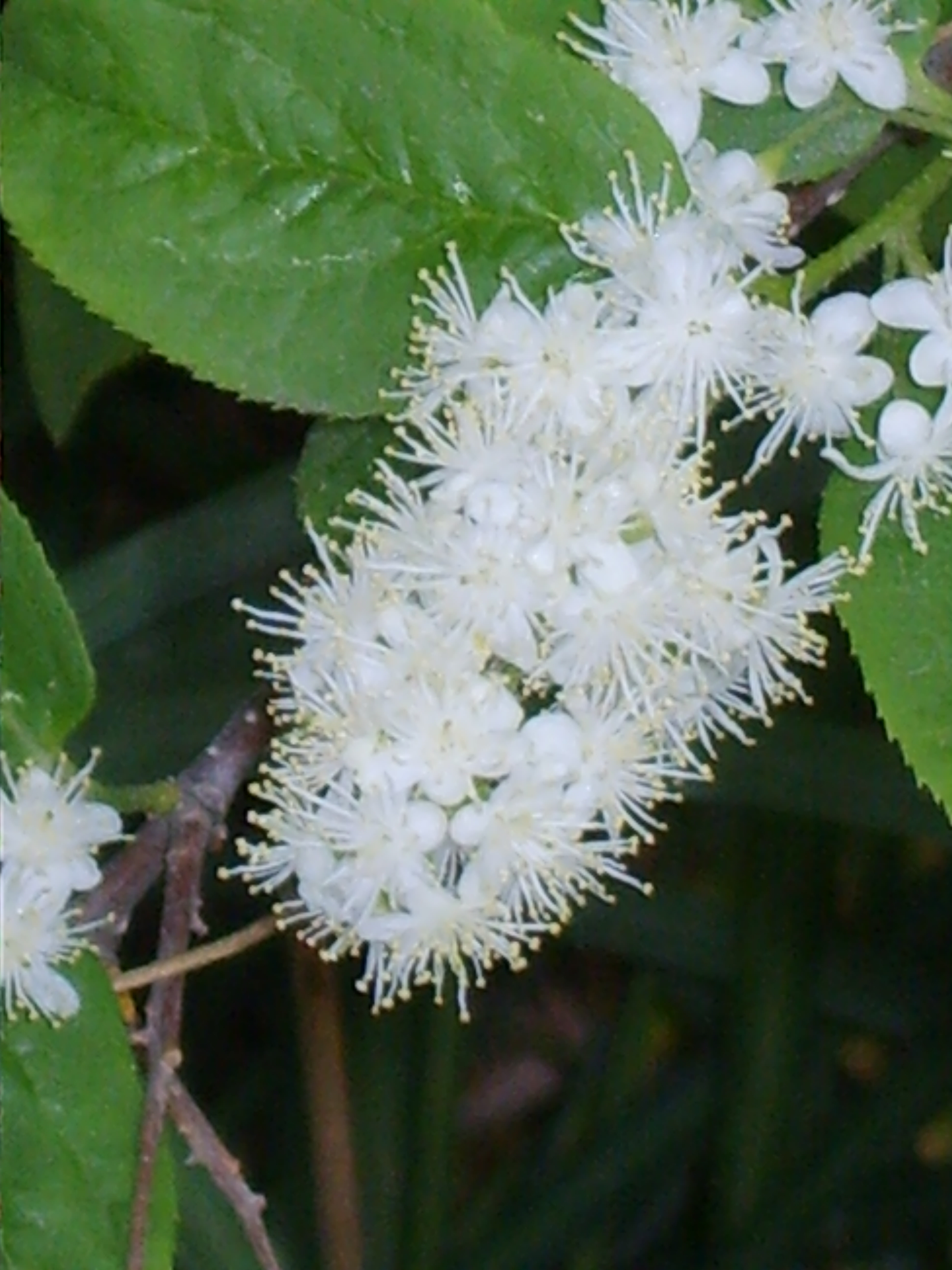
Květenství Symplocos chinensis
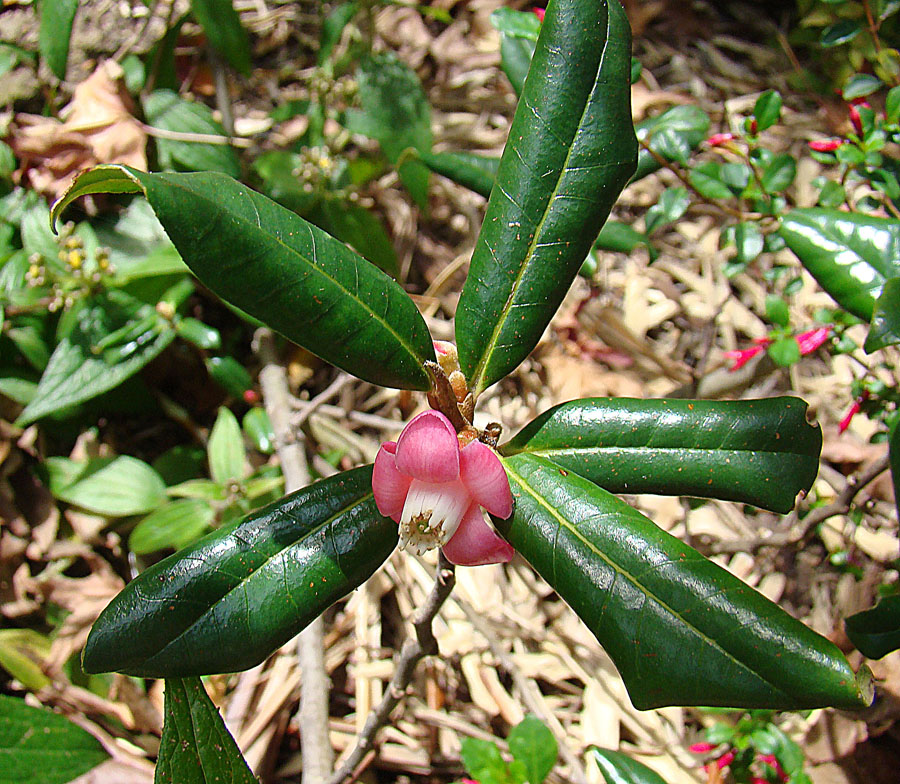
Růžově kvetoucí druh Symplocos matudae
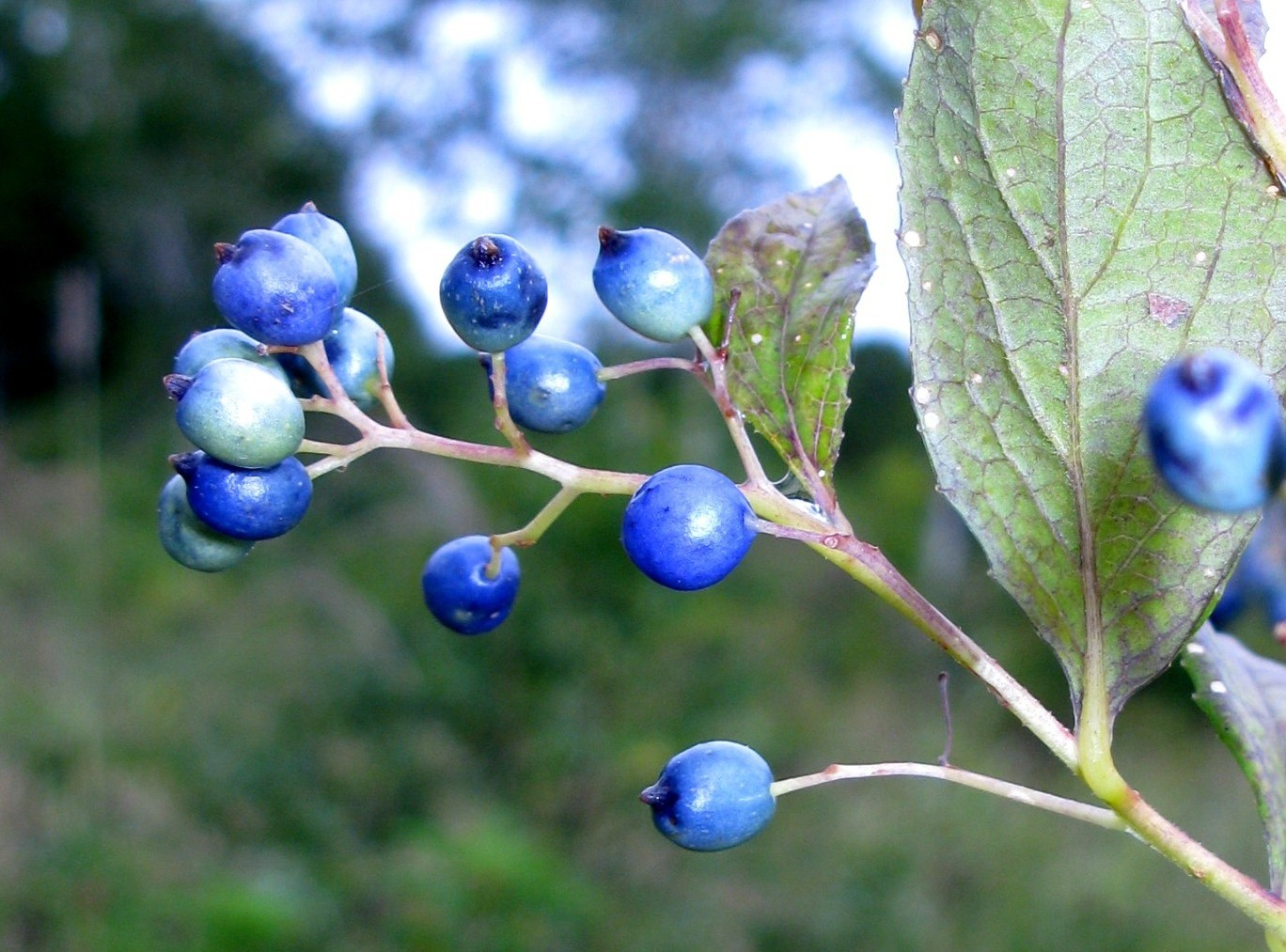
Plody Symplocos sawafutagi

## Rozšíření
Rod zahrnuje asi 300 až 400 druhů. Je rozšířen v tropické Americe, Asii, Austrálii a Tichomoří. Nevyskytuje se v Africe. Areál v Asii sahá od Dekánské plošiny v Indii přes Čínu (na sever až do Mandžuska) po Japonsko a přes jihovýchodní Asii a Novou Guineu až po Fidži. V Austrálii je výskyt omezen na vlhčí východní oblasti při mořském pobřeží a Ostrov lorda Howa, který leží mezi Austrálií a Novým Zélandem. V Americe jsou samodutě rozšířeny od jihovýchodu a jihu USA po Uruguay a severovýchodní Argentinu. Vyskytují se i na Karibských ostrovech.
Samodutě nejčastěji rostou jako součást vlhkých tropických horských lesů, kde zpravidla osidlují nižší až střední lesní patro. V některých oblastech, jako jsou jihoamerické Andy nebo pohoří na Nové Guineji či Borneu, vystupují až do nadmořských výšek okolo 4000 metrů a tvoří zde složku drobnolisté vysokohorské keřové vegetace. Vyhýbají se aridním oblastem. Některé druhy zasahují i do teplých oblastí mírného pásu. Většina druhů preferuje spíše kyselé a humózní půdy. Některé druhy rostou jako pionýrské dřeviny na mladých vulkanických půdách, jako například S. cochinchinensis var. sessilifolia v sopečných kráterech na Jávě. Tento taxon je také velmi odolný vůči jedovatým sopečným plynům, v takovém prostřední však většinou roste zakrsle.

## Ekologické interakce
Květy samodutí většinou rozkvétají všechny najednou v rámci celé rostliny. Obsahují poměrně málo nektaru a jsou převážně opylovány hmyzem sbírajícím pyl, mimo jiné včelami a čmeláky. Plody občas vyhledávají plodožraví ptáci nebo netopýři, tento způsob šíření semen však není nijak masivní ani efektivní.
Na listech samodutí se živí housenky řady různých druhů denních i nočních motýlů. V Americe mezi ně patří modrásek Satyrium kingi, martináč Callosamia promethea či lišaj Sphinx drupiferarum, v Asii modráskovití motýli Fixsenia pruni, Chrysozephyrus smaragdina a Udara albocaeruleus, martináči Actias selene, Antheraea assamensis a Attacus atlas, nesytka Synanthedon hector a různé druhy vřetenušek (Chalcosia affinis, Chalcosia pectinicornis, Chalcosia phalaenaria, Eterusia taiwana, Prosopandrophila distincta, Soritia risa).

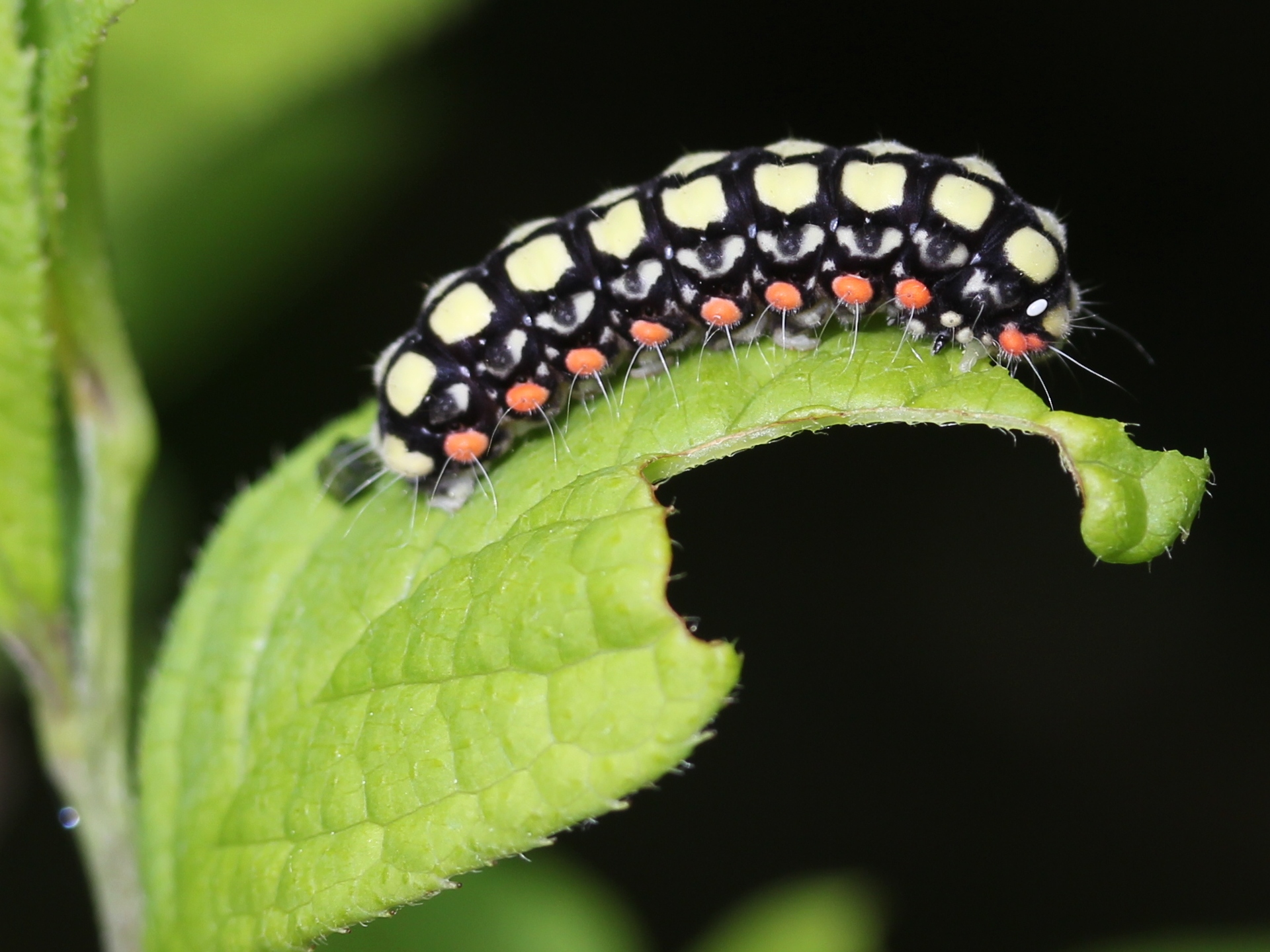
Housenka vřetenušky Neochalcosia remota na listu Symplocos sawafutagi
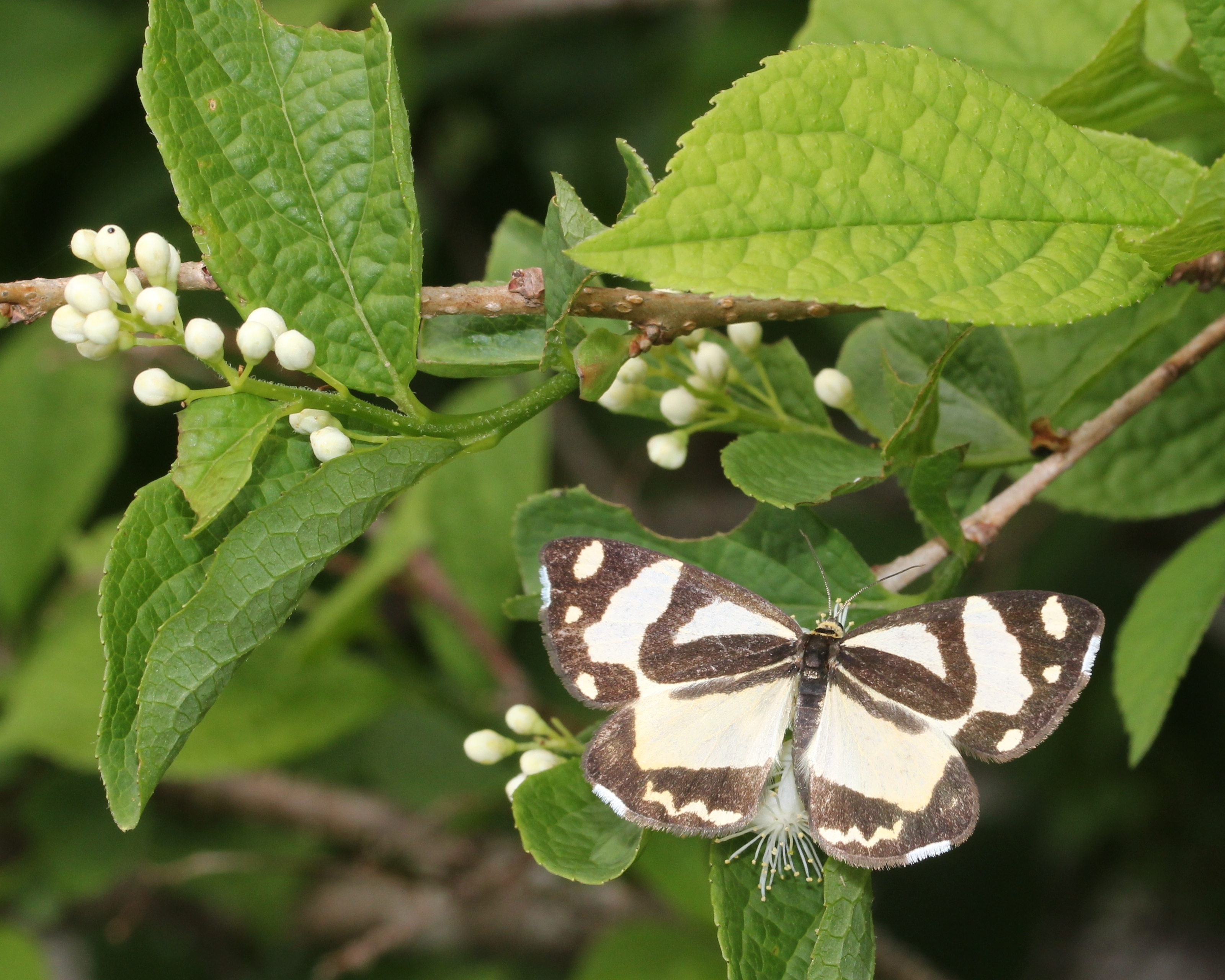
Můra Psychostrophia melanargia na květech Symplocos sawafutagi

## Obsahové látky a jedovatost
Charakteristické obsahové látky jsou zejména fenolické sloučeniny, jako je kyselina gallová, ellagová a kávová a kvercetin.
Byla zaznamenána též přítomnost glykosidů, saponinů a alkaloidů.
U samodutí je častá akumulace hliníku, jehož obsah v sušině listů může dosahovat až 4,2 %. Sloučeniny hliníku se hromadí zejména v palisádovém parenchymu, kde jejich průhledná masa často vyplňuje většinu obsahu buňky. Akumulace se projevuje žlutou barvou suchých listů, která souvisí s reakcí hliníku s obsaženými flavonoidy. Popel z listů může obsahovat až 50 % oxidu hlinitého. Samodutě nejsou považovány za jedovaté rostliny a nejsou ani uváděny v přehledech jedovatých rostlin.

## Taxonomie
V minulosti byl rod Symplocos nezřídka řazen do příbuzné čeledi Styracaceae.
Některé druhy byly v minulosti oddělovány do samostatného rodu Cordyloblaste.
Nejblíže příbuzné jsou čeledi sturačovité (Styracaceae) a diapensiovité (Diapensiaceae).
Rod je rozdělován na dva podrody. Podrod Symplocos je rozšířen téměř výlučně v tropech a mimo dvou asijských druhů je svým výskytem omezen na tropickou Ameriku. Jsou pro něj charakteristické silně vonné květy s korunními lístky srostlými přinejmenším do poloviny. Listy jsou celokrajné, spirálně uspořádané a při sušení zpravidla nežloutnou. Semena a embrya jsou přímá. Druhy podrodu Hopea se vyskytují v Asii i Americe. Květy jsou málo vonné, s korunními lístky srostlými jen na bázi. Listy jsou spirálně nebo dvouřadě uspořádané a při sušení se zpravidla barví do žluta až žlutozelena. Semena a embrya jsou přímá nebo zahnutá.

## Prehistorie
Nejstarší známé fosilie připisované čeledi Symplocaceae jsou pylová zrna, nalezená v Kalifornii v uloženinách svrchně křídového stáří a popsaná jako rod †Triporopollenites. V období svrchního eocénu se rod Symplocos rozšířil v rozsáhlé oblasti severní polokoule sahající od západu Severní Ameriky až po východní Asii.
V raných třetihorách pak došlo k rozpadu tohoto souvislého rozšíření. Fosilní záznamy z hnědouhelných pánví dokazují, že samodutě tvořily přinejmenším v některých oblastech Evropy dominantní složku smíšených mezofytických lesů v oblastech se subtropickým až teplým mírným klimatem. V Evropě rod vyhynul počátkem pleistocénu. Expanze do Jižní Ameriky a jihovýchodní Asie probíhala asi od pliocénu a v daných oblastech se následně zformovala druhotná centra diverzity rodu.
Vzhledem k tomu, že pecky plodů samodutí jsou velmi trvanlivé, bývají ve fosiliích nacházeny poměrně často. Zároveň nesou i specifické znaky, které umožňují rozlišování jednotlivých druhů, kterých již bylo identifikováno asi 25. Spolu s nimi bývají nacházeny i pecky jiných, dnes již vyhynulých rodů čeledi Symplocaceae, jako je †Pallioporia nebo †Sphenotheca. Byly nalezeny i fosilní listy. Některé třetihorní druhy nalezené zejména v Japonsku jsou téměř identické s dnešními zástupci, což svědčí o tom, že od třetihor nedošlo u tohoto rodu k významnému evolučnímu posunu.
Některé druhy samodutě jsou známy i ze severočeských hnědouhelných pánví, a sice z uloženin pocházejících převážně z období miocénu. Jmenovitě zde byly zjištěny druhy †Symplocos volkeri, †Symplocos lignitarum, †Symplocos ludwigii a †Symplocos minutula.

## Zástupci
- samoduť latnatá (Symplocos paniculata)

## Význam

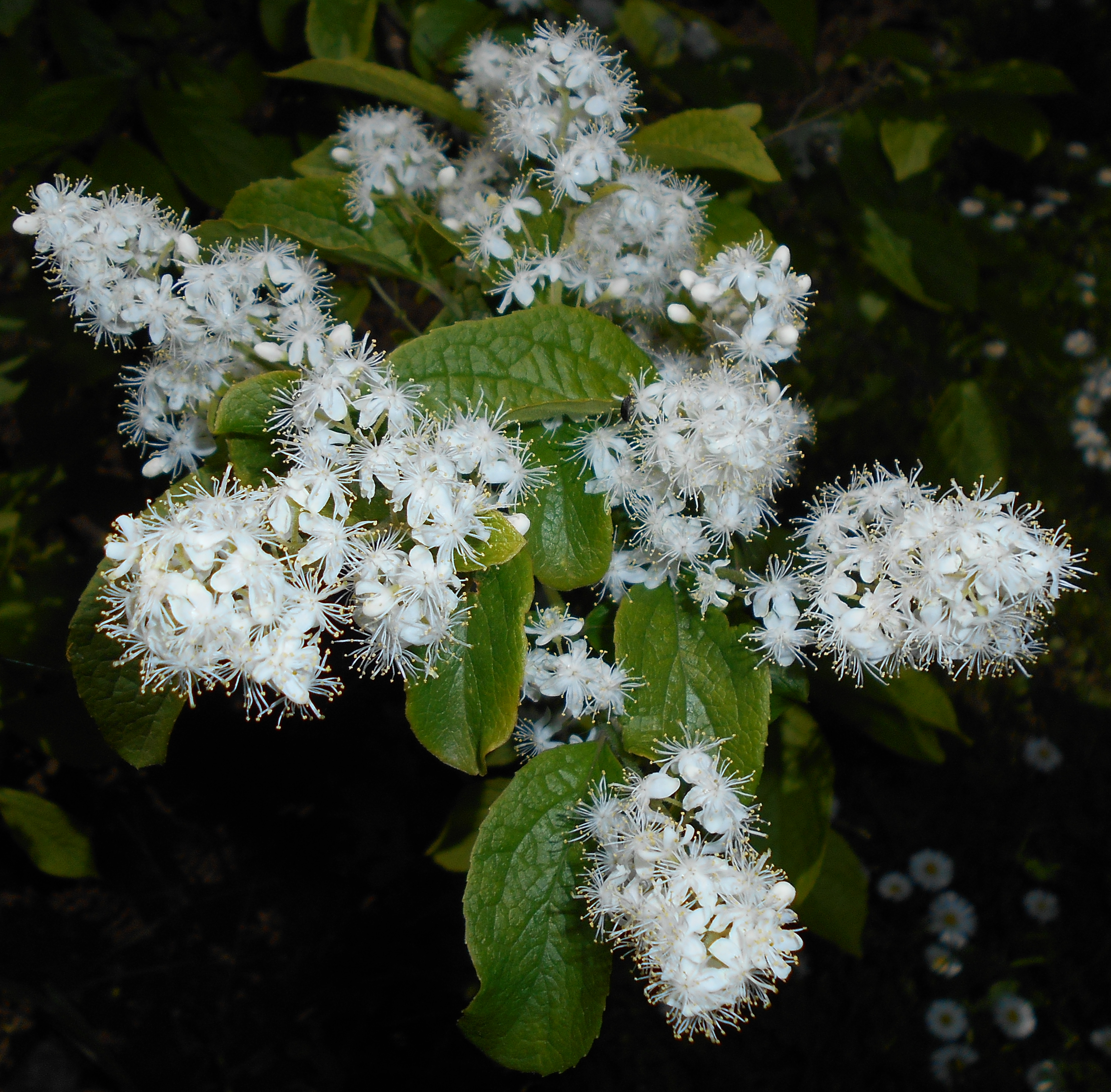
Rozkvetlá větévka samoduti latnaté

Jediný zimovzdorný druh, snášející celoročně klima střední Evropy, je asijská samoduť latnatá. V České republice je poměrně vzácně pěstovaná pro efektní plodenství a jako sbírková dřevina. Je vysazena např. v Průhonickém zámeckém parku a v Dendrologické zahradě v Průhonicích. Jiné druhy nejsou z českých botanických zahrad uváděny.
Listy některých jihoamerických druhů jsou používány jako náhražka čaje.
Nálev z listů kolumbijského druhu Symplocos theiformis byl svého času nabízen pod jménem Té de Bogotá. Podobně jsou některé druhy používány i v Brazílii.
Vnitřní kůra různých druhů (S. cochinchinensis, S. fasciculata, S. odoratissima) byla v minulosti široce používána k fixaci červeného a hnědého barviva při batikování, což souvisí s akumulací hliníku. V kombinaci s některými červenými barvivy, získávanými například ze sapanu, morindy nebo butey, se používala i k barvení na žluto. K podobným účelům byly používány i listy S. cochinchinensis a S. lucida.
Dřevo samodutí nemá větší hospodářský význam.
Samodutě obsahují látky se svíravým účinkem, čehož je v asijské domorodé medicíně využíváno mimo jiné při léčení průjmů a úplavice.
Kůra Symplocos racemosa je v tradiční indické medicíně používána též při chorobách ženského pohlavního ústrojí a nemocech jater. Podobné využití mají i listy a kůra samoduti latnaté, která je navíc používána proti parazitům a křečím a má antivirotické působení. V čínské tradiční medicíně je používán zejména druh Symplocos cochinchinensis.